# Roland Balck
Roland Balck (* 9. März 1960 in Kamenz) ist ein ehemaliger deutscher Fußballspieler im Sturm. Er spielte für den Energie Cottbus und für BSG Wismut Aue in der DDR-Oberliga. Mit Aue trat er auch im UEFA Cup an.

## Karriere
Balck spielte in seiner Jugend bei der BSG Chemie Bernsdorf, bevor er zur Jugendmannschaft der BSG Energie Cottbus kam. Dort spielte er bis 1977 in der zweiten Mannschaft. Am 4. September 1977 absolvierte Balck sein erstes Pflichtspiel für die erste Mannschaft gegen BSG Fortschritt Bischofswerda, wo man sich mit 1:1 trennte. Anschließend wurde er in der DDR-Liga zunächst gelegentlich eingewechselt. In der Saison 1979/80 gelangen Balck bei 13 Einsätzen sieben Treffer. Nach dem Aufstieg in die DDR-Oberliga 1981 kam er 24 Mal zum Einsatz, davon bis auf einmal immer in der Startelf, konnte jedoch nur ein Tor erzielen. Folgerichtig stieg Cottbus 1982 wieder ab. Nach 30 Spielen und drei Toren in der DDR-Liga-Saison 1984/85 wechselte Balck zur BSG Wismut Aue in die DDR-Oberliga. Dort kam er regelmäßig zu Einsätzen in der Startelf. Im Intertoto-Cup 1987 gelangen Balck in den sechs Spielen vier Tore, womit er Aue den Sieg in der Gruppe 3 bescherte. 1987/88 nahm Aue neben Dynamo Dresden am UEFA-Pokal teil. In der ersten Runde setzte man sich durch die Auswärtstorregel gegen Valur Reykjavík durch, in der zweiten Runde verlor man gegen KS Flamurtari Vlora. Balck wurde in allen vier Spielen eingesetzt, erzielte aber keinen Treffer. 1990 wechselte er zur BSG Wismut Gera in die DDR-Liga. Für Gera absolvierte er elf Spiele, in denen er zweimal traf. In den folgenden Jahren spielte er bis 1999 in niederklassigen Vereinen.
Nach seiner Fußballkarriere arbeitete er kurzzeitig als Spielertrainer beim TSV Gars 1908. Anschließend trainierte er noch drei weitere kleine Vereine.